# Decabayotot
Decabayotot
es un barrio rural  del municipio filipino de primera categoría de Linapacan perteneciente a la provincia  de Paragua en Mimaro,  Región IV-B.
En 2007 Decabaitot contaba con 497 residentes.

## Geografía
El municipio de Linapacán, 230 km al norte de Puerto Princesa, se extiende por  la totalidad de la  isla de Linapacán y otras adyacentes, situadas entre las de Culión, al norte, que   forma parte del grupo de las islas Calamianes y la de Paragua, al sur.
Linda al norte con el Canal de Dicabaito que le separa del municipio vecino de Culión; al sur con la mencionada isla de Paragfua; al este con el Mar de Joló; y al oeste con el  mar de la China Meridional, frente a las islas que forman el municipio de Agutaya.
Las islas de Decabayoot situadas al sur del estrecho de Linapacán, son las siguientes, de norte a sur:  Decabayotot, la principal, donde se encuentra el sitio de Dicabaito.
Al sur y separadas por el Estrecho de Linapacán, están las de Dicapululán (Dicapuhilan), Binalabar, Coconil, Debogso, Pangalaguán, Dicaputulán, Dimagle (Dimanglet), Inacupán (Inapupan ), Dimancal, Dimangsing, Pangaldaguán (Mangligad), Malabatán  y Ariara (Arigara).

### Demografía
El barrio  de Decabayotot  contaba  en mayo de 2010 con una población de 591 habitantes.

## Historia
La isla de Decabayotot formaba parte de la provincia española de  Calamianes, una de las de las 35 que formaban la división política del archipiélago Filipino, en la parte llamada de Visayas. Pertenecía a la audiencia territorial  y Capitanía General de Filipinas, y en lo espiritual a la diócesis de Cebú.
El municipio de Linapacán  fue creado el 12 de junio de 1954 cuando  las islas de Linapacán, de Cabunlaoán, de Niangalao, de Decabayotot, de Calibanbangán, de Pical y de Barangonán se separan del municipio de Corón.
El ayuntamiento (Población) se sitúa en el barrio de San Miguel.